# زبان‌های مالایی‌تبار
زبان‌های مالایی‌تبار شاخه‌ای از زبان‌های مالایو-پلی‌نزیایی خانواده زبانی آسترونزیایی هستند. برجسته‌ترین عضو این گروه مالایی معیار است که زبان ملی برونئی، سنگاپور و مالزی و پایه اندونزیایی، زبان ملی اندونزی، است. این خانواده شامل زبان‌های محلی اقوام مالایی (همچون مالایی کوتایی و مالایی کداحی) و همچنین زبان‌های سایر اقوام ساکن در سوماترا (همچون مینانگ‌کابائو) و بورنئو (همچون ایبان) است. غرب بورنئو مکان احتمالی رایج بودن نیای این زبان‌هاست.

## زبان‌ها
زبان‌های مالایی‌تبار در بورنئو، سوماترا، شبه‌جزیره مالایا و جزایر پرشماری در دریای جنوبی چین و تنگه مالاکا رایج هستند.
بورنئو
- Bamayo, بانجاری، Berau, Brunei, بوکیتی، Kendayan, Keninjal, Kota Bangun Kutai, Tenggarong Kutai, Ibanic (Iban, Remun, Mualang, Seberuang, Sebuyau)

شبه‌جزیره مالایا
- Jakun, مالایی کداحی، Negeri Sembilan Malay, Perak Malay, Pahang Malay, Orang Kanaq, Kelantan-Pattani Malay, Temuan, Terengganu Malay

سوماترا
- Central Malay, Col, Haji, Jambi Malay, Kaur, Kerinci, Kubu, Lubu, مینانگ‌کابائو، Musi, Pekal

دریای جنوبی چین/تنگه مالاکا
- Bangka, Duano, Loncong, Orang Seletar, Urak Lawoi'